# كارلو زوترمايستر
كارلو سوترمايستر هو مهندس وشخصية أعمال سويسري، ولد في 15 يوليو 1847 في لوسرن في سويسرا، وتوفي في 12 ديسمبر 1918 في فربانيا في إيطاليا.